# Жученко Григорій Прокопович
Григо́рій Прокопович Жученко (25 грудня 1922 — 25 травня 2016) — радянський військовий льотчик, Герой Радянського Союзу (1945). Почесний громадянин міста Одеси та Сіверська.

## Життєпис
Народився в селі Радіонівка, що на той час входило до складу Бахмутського повіту Донецької губернії Української СРР (нині село в складі м.Сіверськ Бахмутського району Донецької області України) у селянській родині. Українець. Закінчив сім класів початкової та середньої школи, а також Лисичанський аероклуб.
З початком Німецько-радянської війни в 1941 році був мобілізований до лав Червоної армії. У 1943 році закінчив Ворошиловоградську військову авіаційну школу пілотів (на той час базувалась у м. Уральськ, Західний Казахстан) та направлений на фронт.
Брав участь в Одеській наступальній операції у складі 237-го штурмового авіаційного полку 17-ї Повітряної армії. У ході бойових дій він брав участь у боях за Ленінградську область, Балтійські країни та Україну.
У вересні 1944 року у званні старшого лейтенанта командував ескадрильєю 237-го штурмового авіаційного полку 305-ї штурмової авіаційної дивізії 14-ї Повітряної армії 3-го Прибалтійського фронту. До того часу він здійснив 213 бойових вильотів на розвідку і штурмовку військових об'єктів противника, аеродромів, скупчення живої сили і техніки.
23 лютого 1945 указом Президією Верховної Ради СРСР старший лейтенант Г. П. Жученко був нагороджений званням «Герой Радянського Союзу».
По завершенню Другої світової війни продовжив службу в армії. Брав участь у Параді Перемоги у Москві.
1960 року у званні полковника був звільнений у запас, згодом отримав звання генерал-майора запасу. Працював диспетчером і керівником польотів Одеського об'єднаного авіаційного загону Цивільного повітряного флоту. Жив в Одесі. Помер 25 травня 2016 року. Похований на Західному цвинтарі міста.

## Вшанування пам'яті
Пам'ять про Григорія Прокоповича Жученко увічнено на пам'ятнику у сквері Героїв-льотчиків, а також на «Стіні Героїв» на Театральній площі. Окрім того, ім'я Жученка увічнено на стелі на площі Десятого квітня, а також на стіні Героїв у Військово-історичному музеї оперативного командування «Південь»..

## Нагороди та почесні звання
- Звання «Герой Радянського Союзу» (23 лютого 1945, СРСР);
- Медаль «Золота Зірка» (23 лютого 1945, СРСР);
- Орден Леніна (23 лютого 1945, СРСР);
- два ордена Червоного Прапора (СРСР);
- Орден Олександра Невського (СРСР);
- два ордена Вітчизняної війни 1-го ступеня (СРСР);
- Орден Вітчизняної війни 2-го ступеня (СРСР);
- Орден «За заслуги» 2-го ступеня (Україна);
- Орден «За заслуги» 3-го ступеня (Україна);
- Орден Богдана Хмельницького 1-го ступеня (Україна);
- Орден Богдана Хмельницького 2-го ступеня (Україна);
- Орден Богдана Хмельницького 3-го ступеня (Україна);
- Звання «Почесний громадянин Сіверська» (Україна);
- Звання «Почесний громадянин Одеси» (Україна);
- Звання «Почесний працівник Громадянського повітряного флоту СРСР».